# Vía de señalización WNT
Las vías de señalización Wnt son un grupo de vías de transducción de señales formadas por proteínas que transfieren las señales del exterior de una célula a través de la superficie receptora de dicha célula hasta su interior. Se agrupan en tres tipos: vía canónica, vía no canónica de polaridad celular y vía no canónica calcificada. Todas ellas son activadas mediante la unión de una proteína WNT con un receptor de la familia Frizzled, que transfiere la señal biológica a la proteína Dishevelled (Dsh) que se encuentra dentro de la célula. Mientras que la vía canónica conduce a la regulación de la transcripción génica, la no canónica de polaridad celular utiliza o bien comunicación de célula a célula por cercanía (efecto paracrino) o bien comunicación con la propia célula. Su evolución ha sido muy conservadora, significando esto que son similares entre distintas especies, desde moscas de la fruta hasta humanos. La vía Wnt/β-catenina es una vía de señalización celular implicada en el desarrollo embrionario y en la vida adulta de animales, y está relacionada con enfermedades en el ser humano. El genoma de mamíferos incluye 19 genes Wnt, agrupados en 12 familias muy conservadas.

## Vía de señalización canónica
Las proteínas Wnt se unen a complejos de receptores heterodiméricos. Los receptores consisten en un complejo entre la proteína Frizzled (Fz) y la proteína LRP5/6. Las proteínas Fz son receptores de siete dominios transmembrana. Contienen un dominio N-terminal extracelular y dominios enriquecidos en cisteína en los que se acopla la proteína Wnt. Las proteínas Wnt pueden unirse a múltiples proteínas Fz y viceversa. La unión del ligando Wnt induce un cambio conformacional, con la consiguiente dimerización del receptor. Seguidamente recluta y fosforila a Dishevelled (Dsh). Dishevelled bloquea al complejo proteico encargado de degradar la catenina beta. Entre dichas proteínas se encuentran:
- Axina: se une a la cola fosforilada de LRP6
- GSK3 (Glucógeno sintasa-3-quinasa): proteína quinasa que fosforila los aminoácidos de serina del motivo PPPSP de la catenina beta. También fosforila a axina, APC y LRP.
- CK1α (caseína quinasa1): proteína anclada en la membrana por un extremo C-terminal modificada por palmitoilación, fosforila los mismos sustratos que GSK3. Tanto GSK3 como CK1α son reconocidos por una proteína con repeticiones de β-transducina (β-TrCP).[6]
- APC (poliposis coli adenomatosa): necesario para que GSK3 fosforile adecuadamente a la β-catenina.[6]

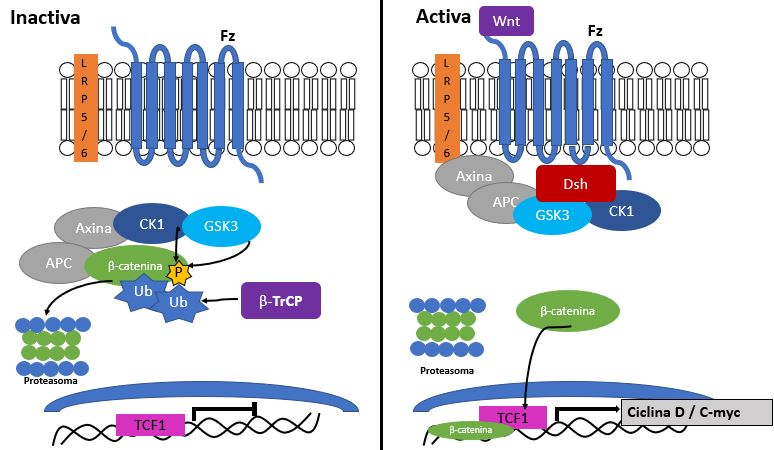
Esquema de la vía canónica. En ausencia de ligando Wnt (inactiva), la β-catenina es fosforilada por el complejo proteico formado por Axina, APC, GSK3 y CK1α. La fosforilación es señal para la ubiquitinación y degradación por el proteasoma. En presencia de ligando Wnt (activa), se recluta la proteína Dsh que inactiva al complejo proteico formado por GSK3, Axina y APC, de manera que la β-catenina no es fosforilada y se transloca al núcleo, actuando como factor de transcripción de genes de proliferación (ciclina D y c-myc).

El dominio intracitoplasmático de Fz interacciona con la proteína Dishevelled (Dsh), que facilita la interacción entre Axina y LRP. Esta interacción inhibe al complejo de destrucción de la β-catenina anclado en la membrana. De esta forma, catenina beta permanece sin fosforilar en el citoplasma y se transloca al núcleo actuando como un factor de transcripción, regulando la expresión de genes de proliferación celular.
En ausencia de Wnt, GSK3 se une al resto de proteínas del complejo destructor en el citosol y fosforila a catenina beta. Esta fosforilación es una señal para la ubiquitinación de catenina beta por parte de β-TrCP (E3 ubiquitina ligasa). La catenina beta, una vez ubiquitinada, es degradada por el proteasoma y no ejerce su función en el núcleo.

### Cáncer
La importancia clínica de esta vía ha sido demostrada por mutaciones que conducen a gran variedad de enfermedades, incluyendo cáncer de mama y próstata, gliobastoma, diabetes mellitus tipo 2, entre otras.
La vía Wnt es crucial para la actividad de células epiteliales. Mutaciones en la línea germinal del gen APC son causa del síndrome de poliposis adenomatosa familiar (FAP). Los portadores heterocigotos de esta mutación pueden sufrir una segunda mutación en el otro alelo, lo que conduce a la aparición de algunos tipos de adenoma y pólipos. APC es un gen supresor tumoral, cuya inactivación facilita otra serie de mutaciones en oncogenes como KRAS, y supresores tumorales como p53. En cáncer colorrectal hereditario también se han identificado mutaciones en los alelos del gen APC, siendo la principal causa de cáncer de colon esporádico. La función inadecuada de APC conduce a una estabilización de la catenina beta que forma complejos con el TCF.
Mutaciones en Axina también se asocian a una mayor predisposición de cáncer de colon. y se han asociado a hepatocarcinoma. En cáncer de páncreas y en carcinoma adrenocortical se han identificado mutaciones en el gen Rnf43 de la ubiquitina E3 ligasa.